# Guitar Pro
Guitar Pro è un'applicazione informatica per la composizione musicale e l'editing di partiture, in particolar modo per chitarra o altri strumenti a corde. Essa permette la modifica di una partitura mediante un'intavolatura, oppure mediante la notazione musicale standard su pentagramma; offre inoltre la possibilità di eseguire le partiture scritte e dà diverse opzioni che possono essere utili allo studio. Può essere usata anche come sequencer MIDI.

## Storia
Ci sono state tre versioni importanti del software: 3, 4 e 5. Sono state rese disponibili alcune versioni minori con bug risolti e piccole caratteristiche aggiunte, nell'intervallo tra le tre versioni principali. Guitar Pro è stato inizialmente programmato come editor di intavolature, ma da allora si è evoluto in un potente strumento di scrittura musicale multi-strumento. Fino alla versione 4 il software era soltanto disponibile per Microsoft Windows. La versione 5, pubblicata nel novembre 2005, è stata progettata per essere multi-piattaforma. In seguito (luglio 2006) è stato pubblicato Guitar Pro 5 anche per macOS. Il 5 aprile 2010 è uscita la versione 6, dalla veste grafica completamente ridisegnata e alcune caratteristiche in più, oltre al miglioramento del RSE (Realistic Sound Engine), che è già presente nella precedente versione, poi alla fine è stato aggiunto il supporto a Linux.

### Guitar Pro 6
Questa versione presenta i seguenti miglioramenti:
- Una nuova interfaccia grafica, più gradevole e intuitiva
- Una modalità a tutto schermo
- Possibilità di utilizzare fino a quattro voci distinte in una singola traccia
- Visualizzazione in verticale e orizzontale
- Si può regolare la lunghezza della battuta trascinando con il mouse
- Il nuovo RSE2 (Realistic Sound Engine)
- Possibilità di scegliere l'amplificatore, di regolare gli effetti, la distorsione, ...

### Guitar Pro 7
Nel 2017 Arobas Music ha rilasciato l'ultima versione del software, Guitar Pro 7.

## Dettagli
Il software permette di usare diversi strumenti che seguono la notazione musicale standard, ma anche sotto forma di intavolatura. Inoltre, consente di avere la visuale dettagliata degli strumenti a corda (chitarra, basso elettrico, banjo...) e le tastiere quando si compone la canzone e quando la si ascolta. Inoltre, permette di impostare anteprime in tempo reale per le note suonate ad un tempo specificato. Dà la possibilità di mutare determinati brani e fornisce il controllo dinamico del volume, dello stile di espressione e di altri aspetti di ogni pista. Dalla versione 4 in avanti è inclusa una tastiera che permette ai pianisti di aggiungere la loro parte ad una composizione.
Gli output di Guitar Pro suonano per mezzo di librerie MIDI e/o, a partire dalla versione 5, il "Realistic Sound Engine" (RSE) che usa i campioni registrati in alta qualità per un playback più realistico. Usando le anteprime in tempo reale, i musicisti possono suonare con la canzone seguendo l'intavolatura.
I file di composizione di Guitar Pro sono registrati nei formati GP5, GP4 e GP3 e nella versione 6 in formato GPX, tali file sono disponibili gratuitamente in vari siti, includendo canzoni di ogni genere; tuttavia a causa della violazione del copyright la Music Publisher's Association (MPA) ha chiuso i suddetti siti.

## Usi
Guitar Pro è un software concepito per aiutare i musicisti ed i debuttanti a comporre, trascrivere, pubblicare e studiare la musica. Inoltre aiuta la compartecipazione delle composizioni fra i gruppi di persone ed altri musicisti. Guitar pro 5 è inoltre ben adattato per lo studio e la composizione di musica classica. Fino alla versione 4 non era possibile rimuovere le intavolature dallo schermo, procurando una piccola confusione ai musicisti classici per cui i segni standard della notazione non potevano essere trascritti in intavolature. Questa limitazione è stata rimossa a partire dalla versione 5 e da molti miglioramenti a qualità standard dell'intavolatura e della notazione introdotta.

## Alternative open source
Recentemente sono stati programmate delle applicazioni open source in grado di importare e riconoscere le estensioni usate da Guitar Pro.
- TuxGuitar: funziona su Windows, Linux, Mac OS X
- Kguitar: funziona su Linux
- Dguitar: funziona su ogni piattaforma (Java)